# Rigoletto
Rigoletto is een opera in drie bedrijven van Giuseppe Verdi op een Italiaans libretto van Francesco Maria Piave, gebaseerd op Victor Hugo's drama Le roi s'amuse uit 1832.
De Venetiaanse censuur wilde de opera eerst niet laten opvoeren, aangezien het ten tonele voeren van soevereine vorsten verboden was. Daarom verving Verdi koning Frans I van Frankrijk door de hertog van Mantua. Verschillende aanpassingen volgden nog eer het werk opgevoerd kon worden. Dit betekende aanzienlijke aanpassingen in het libretto en de muziek, wat als resultaat had dat het stuk dramatisch veel sterker werd en ook de muziek op een hoger plan kwam te staan.
Rigoletto was de eerste van drie opera's geschreven in deze kenmerkende stijl en werd opgevolgd door Il trovatore (1853) en La traviata (1854). De opera's markeren de "middelste periode" van Verdi's ontwikkeling als operacomponist.
De première vond plaats op 11 maart 1851 in het Teatro La Fenice in Venetië. De wereldberoemde aria "La donne è mobile" werd op deze première voor het eerst uitgevoerd; Verdi had geweigerd om het stuk in te studeren tijdens de repetities om te voorkomen dat de melodie op elk straatorgel zou weerklinken vooraleer de opera zelf officieel uitgevoerd was. De première was een overdonderend succes en betekende internationale doorbraak voor Verdi. Na de première zei de componist dat hij waarschijnlijk nooit nog zo iets moois zou kunnen schrijven. De opera is nog steeds een vaste waarde in het operarepertoire en is een van Verdi's meesterwerken.

## Rolverdeling
- Rigoletto, een nar - bariton
- Gilda, Rigoletto's dochter - sopraan
- Giovanna, Rigoletto's huishoudster - mezzosopraan
- Hertog van Mantua - tenor
- Gravin van Ceprano - sopraan
- Graaf van Ceprano - bariton
- Sparafucile, een huurmoordenaar - bas
- Maddalena, Sparafuciles zuster - mezzosopraan

## Synopsis
Er is feest aan het hof van de hertog van Mantua (tenor) waarbij deze niet onder stoelen of banken steekt dat hij een oogje heeft op de gravin van Ceprano (sopraan); dit tot grote ergernis van de graaf van Ceprano (bariton). Dan komt een van de hovelingen binnen met het nieuwtje dat de mismaakte nar Rigoletto (bariton) een liefje in de stad heeft. Het geroddel wordt wreed verstoord wanneer een woedende graaf van Monterone (bas) binnenvalt en de hertog wil confronteren vanwege het feit dat deze zijn dochter onteerd heeft. De hertog wil hem echter niet zien en geeft zijn nar toestemming met Monterone te praten. Deze hekelt de graaf en zijn vaderlijke gevoelens, waarna deze woedend de hertog en zijn nar vervloekt. De hertog gebiedt Monterone te arresteren, en Rigoletto, geschokt door de vervloeking, ontvlucht angstig het paleis.
Rigoletto zwerft door de stad en overdenkt het zojuist gebeurde. Daarbij bedenkt hij hoe oneerlijk het in de wereld verdeeld is. Dan wordt hij aangesproken door een duistere figuur. Het is de huurmoordenaar Sparafucile (bas) die hem zijn diensten aanbiedt. Voor het moment bedankt de nar hiervoor, maar mocht hij hem ooit nog nodig hebben weet hij hem te vinden.
Rigoletto gaat een huis binnen waar hij blij verwelkomd wordt door zijn dochter Gilda (sopraan). Zij bemerkt de bedrukking van haar vader en smeekt hem van zijn zorgen te vertellen, wat hij weigert. Aangezien ze verder niets van hem weet dan dat hij haar vader is, vraagt ze naar details uit zijn leven. Hij laat echter slechts los dat haar moeder uit medelijden met hem trouwde en na haar geboorte stierf, en dat zij de enige familie is die hij heeft.
Dan meent hij een geluid te horen en wordt meteen achterdochtig. Hij vraagt aan de huishoudster Giovanna (mezzosopraan) of de deuren altijd op slot zijn en bezweert haar dat ze altijd thuis moeten blijven en de straat niet op mogen gaan. Dan neemt hij afscheid en vertrekt weer.
Inmiddels is de hertog gearriveerd, die uitgevonden heeft dat het meisje dat hij 's zondags in de kerk ziet en op wie hij verliefd is geworden, in het huis woont. Hij verneemt hier dat ze Rigoletto's dochter is, en wanneer hij ziet dat Rigoletto weg is grijpt hij zijn kans.

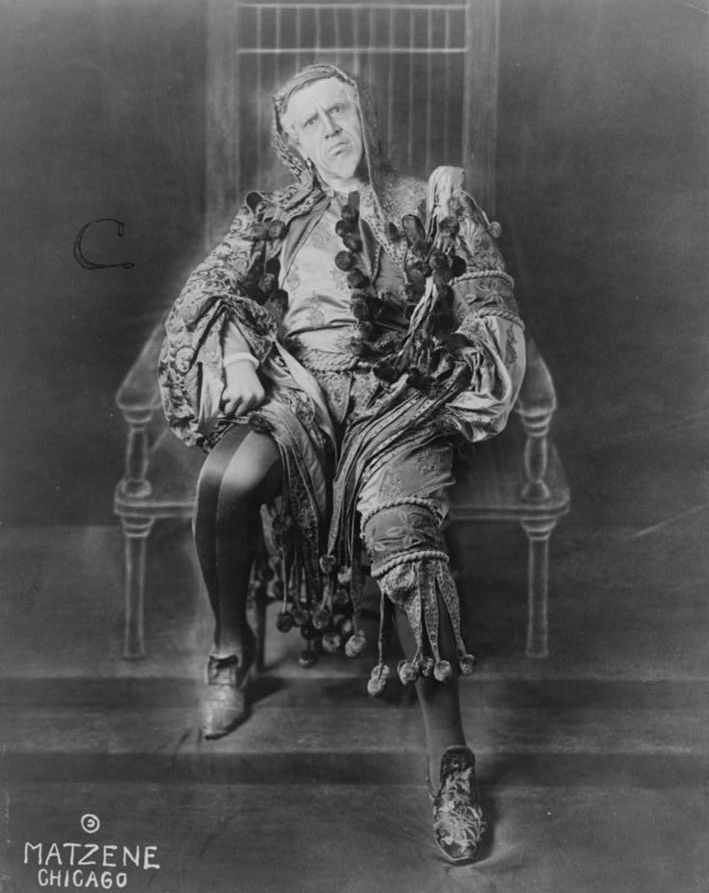
Titta Ruffo als Rigoletto

Gilda is zeer bedrukt aangezien ze geen idee heeft waarom haar vader zo achterdochtig is, en waarom hij haar altijd opsluit. Ook heeft ze schuldgevoelens over het feit dat ze hem niet verteld heeft van die mooie man, een student die 's zondags in de kerk haar aandacht trekt. Dan verschijnt de hertog, geeft zich uit voor de student Gualtier Maldè en verklaart haar zijn liefde. De eerst angstige Gilda raakt in de ban van de jongeling en zegt dat ook zij hem liefheeft. Dan komt de verschrikte Giovanna binnen met de mededeling dat ze buiten gerucht gehoord heeft en dat de jongeman moet vertrekken. Beiden nemen hartstochtelijk afscheid.
Buiten zijn de hovelingen bij het huis van Rigoletto aangekomen met de bedoeling zijn vermeende liefje te ontvoeren. Een gevoel van onrust heeft Rigoletto teruggedreven naar het huis, waar hij de gemaskerde hovelingen ontmoet, die hem vertellen dat ze de gravin van Ceprano voor de hertog gaan ontvoeren. Ze vragen of hij mee wil doen en binden hem vervolgens een blinddoek voor. Dan ontvoeren zij Gilda en laten de nar vertwijfeld achter.
De hertog is teruggekeerd van het huis van Rigoletto waar hij ontdekt heeft dat Gilda verdwenen is. Hij is in alle staten, totdat de hovelingen hem vertellen dat zij het liefje van Rigoletto ontvoerd en naar het paleis gebracht hebben. De hertog gaat haar onmiddellijk 'troost' bieden.
Rigoletto komt binnen, zoekend naar zijn dochter. De hovelingen houden hem voor de gek, en de nar smeekt en dreigt om beurten hem te vertellen waar zijn dochter is. Ze staan versteld vanwege dit feit, maar zeggen niet waar ze is. Dan komt een page van de hertogin om de hertog vragen, maar die wordt van alles op de mouw gespeld. Dan realiseert Rigoletto zich waar Gilda zich moet bevinden en snelt op de slaapkamer van de hertog af. Deze heeft zich uit de voeten gemaakt en Gilda is geheel ontredderd achtergebleven. Rigoletto stuurt de hovelingen weg en Gilda stort haar hart uit.
Dan komt de paleiswacht langs met Monterone die de gevangenis in moet. Voor het portret van de hertog blijft hij staan en vertwijfeld roept hij uit dat de hertog zijn straf altijd weer zal ontlopen. Rigoletto zweert echter dat hij gewroken zal worden, en dat de hertog zijn verdiende loon zal krijgen.
Rigoletto heeft een val opgezet en hij en Gilda zullen naar Verona uitwijken. Gilda is gehuld in mannenkleding en zal vooruit gaan. Rigoletto zal later volgen. Ze bevinden zich buiten de herberg van Sparafucile, en zien even later de hertog aankomen in soldatenkledij. Hij begint gelijk avances te maken tegen Maddalena (mezzosopraan), Sparafucile's zuster. Gilda is ontzet en Rigoletto neemt haar mee. Ze keert echter even later alleen weer terug, hopend dat ze de hertog kan redden. Ze luistert het gesprek tussen Maddalena en haar broer af. Maddalena probeert haar broer over te halen de knappe jongeman niet te doden. Sparafucile antwoordt echter dat hij zijn klanten niet bedriegt en daarom geen keus heeft. Ze smeekt hem iemand anders om te brengen en zodoende het verkeerde lijk in de rivier te gooien. Sparafucile zegt dat er niemand anders is, en met deze storm verwacht hij ook niemand meer. Dan wordt er op de deur geklopt. Het is Gilda die zich wil opofferen. Sparafucile steekt haar neer en stopt het lichaam in een zak. Dan komt Rigoletto terug; hij eist zijn buit op. Sparafucile geeft hem de zak, maar vraagt of hij die niet beter in de rivier kan gooien, maar Rigoletto weigert; hij wil dit zelf doen. Dan, als hij de zak triomfantelijk in de rivier wil gooien hoort hij de hertog zingen. Geschrokken snijdt hij de zak open en vindt zijn stervende dochter. Zij vraagt hem om vergiffenis en zegt dat zij in de hemel samen met haar moeder voor hem zal bidden. Rigoletto smeekt haar te blijven leven, maar ze geeft de geest. Rigoletto blijft achter met het lijk van zijn dochter in zijn armen. De vloek van Monterone is uitgekomen.

## Geselecteerde opnamen
| Jaar | Rolverdeling (Hertog van Mantua, Rigoletto, Gilda, Sparafucile, Maddalena)                  | Dirigent, operagezelschap en orkest                                                                               | Label                                                                                 |
| ---- | ------------------------------------------------------------------------------------------- | --- | ------------------------------------------------------------------------------------- |
| 1935 | Frederick Jagel en Jan Kiepura, Lawrence Tibbett, Lily Pons, Virgilio Lazzari, Helen Olheim | Ettore Panizza koor en orkest van de Metropolitan Opera                                                           | Audio-cd: Naxos Historical Cat: 8.110020-1                                            |
| 1950 | Jan Peerce, Leonard Warren, Erna Berger, Italo Tajo, Nan Merriman                           | Renato Cellini Robert Shaw (koor), RCA Victor Orchestra and Robert Shaw Chorale                                   | Audio-cd: Membran/Quadromania Cat: 222182-444 (bevat ook een opname van Il trovatore) |
| 1955 | Giuseppe di Stefano, Tito Gobbi, Maria Callas, Nicola Zaccaria, Adriana Lazzarini           | Tullio Serafin, koor en orkest van het Teatro alla Scala                                                          | Audio-cd: EMI Cat: 747469                                                             |
| 1963 | Alfredo Kraus, Robert Merrill, Anna Moffo, Ezio Flagello, Rosalind Elias                    | Georg Solti, RCA Italiana Opera Chorus and Orchestra                                                              | Audio-cd: RCA Victor                                                                  |
| 1971 | Luciano Pavarotti, Sherrill Milnes, Joan Sutherland, Martti Talvela, Huguette Tourangeau    | Richard Bonynge, London Symphony Orchestra Ambrosian Opera Chorus                                                 | Audio-cd: Decca Records Cat: 414-269-2                                                |
| 1977 | Plácido Domingo, Cornell MacNeil, Ileana Cotrubas, Justino Díaz, Isola Jones                | James Levine, koor en orkest van de Metropolitan Opera (productie van John Dexter)                                | Dvd: Deutsche Grammophon Cat: 00440 073 0930                                          |
| 1979 | Plácido Domingo, Piero Cappuccilli, Ileana Cotrubas, Nicolai Ghiaurov, Elena Obraztsova     | Carlo Maria Guilini, Wiener Staatsopernchor Wiener Philharmoniker                                                 | Audio-cd: Deutsche Grammophon Cat: 457 753-2 GOR2                                     |
| 1982 | Luciano Pavarotti, Ingvar Wixell, Edita Gruberova, Ferruccio Furlanetto Victoria Vergara    | Riccardo Chailly, Wiener Philharmoniker Konzertvereinigung Wiener Staatsopernchor (film van Jean-Pierre Ponnelle) | Dvd: Deutsche Grammophon Cat: 00440 073 4166 Dvd: Decca Records Cat: 071401           |
| 1984 | Neil Shicoff, Renato Bruson, Edita Gruberova, Robert Lloyd, Brigitte Fassbaender            | Giuseppe Sinopoli, koor en orkest van de Accademia Nazionale di Santa Cecilia                                     | Audio-cd: Decca Cat: 4805166                                                          |
| 1998 | Luciano Pavarotti, Vladimir Chernov, Cheryl Studer, Roberto Scandiuzzi Denyce Graves        | James Levine, koor en orkest van de Metropolitan Opera (productie van Pål Christian Moe)                          | Audio-cd: Deutsche Grammophon Cat: 447 064-2                                          |

Opmerking: "Cat:" staat voor catalogusnummer van de maatschappij.

## Trivia
- De bekendste aria uit deze opera is La donna è mobile (de vrouw is wispelturig). Met de speelfilm Quartet (2012) is het vocaal quartet Bella figlia dell'amore ook erg bekend geworden. Ook de aria Caro Nome is vrij bekend.